# Norman Jay Colman
Norman Jay Colman, född 16 maj 1827, död 3 november 1911, var en amerikansk publicist och jordbruksminister.
Colman föddes nära Richfield Springs, New York. Han avlade 1849 juristexamen vid University of Louisville. Efter studierna flyttade han till Missouri. Han grundade 1855 tidningen Valley Farmer och deltog i amerikanska inbördeskriget som överste.
Han var viceguvernör i Missouri 1875-1877. Han lobbade för grundandet av USA:s jordbruksdepartement. När departementet 1889 grundades, fick han äran att tjänstgöra som jordbruksminister i en knapp månad, slutet av Grover Clevelands första mandatperiod som USA:s president.
Hans grav finns på Bellefontaine Cemetery i Saint Louis, Missouri.